# Avatar Studios
Avatar Studios, tidligere kaldet The Power Station, er et pladestudie på 441 West 53rd Street på Manhattan, New York City.
Bygningen husede oprindeligt et mindre elektricitetsværk, men efter at have stået tomt i en periode blev bygningen benyttet til optagelse af det amerikanske tv-show Let's Make a Deal. I 1977 blev bygningen ombygget til et pladestudie af pladeproduceren Tony Bongiovi og opnåede ry som værende blandt de bedste lydstudier i verden med den bedste akustik.[kilde mangler] Studiet har vundet flere priser over årene, herunder "Les Paul Award for Special Lifetime Achievement" i 1991.
Bygningen og studiet skiftede navn til Avatar Studios (som en del af Avatar Entertainment Corporation) i maj 1996.
Blandt de væsentlige artister, der har foretaget indspilninger i studiet er Walter Becker, The Kinks, Arctic Monkeys, Aerosmith, Counting Crows, The Clash, Kings of Leon, Marc Anthony, B-52's, Tony Bennett, Michael Brecker, Devo, Bon Jovi, Dire Straits, Duran Duran, Dream Theater, Bruce Springsteen, John Lennon, Serge Gainsbourg, The Strokes, Bryan Adams, Pat Metheny, Keith Jarrett Trio, Neil Young, Iggy Pop, Madonna, Journey, Muse, George Michael, John Mayer, Moby, Blondie, Porcupine Tree, Chic, Joan Jett, David Bowie, Stevie Ray Vaughan, Weather Report m.fl.

## Eksterne links
- Officiel hjemmeside Arkiveret 11. januar 2014 hos  Wayback Machine
- Avatar Studios 30 Year Anniversary Party Arkiveret 22. oktober 2010 hos  Wayback Machine

40°45′59″N 73°59′22″V / 40.7664°N 73.9894°V